# Долгопрудненское шоссе
Долгопру́дненское шоссе́ — улица на севере Москвы в районе Северный Северо-Восточного административного округа между Дмитровским шоссе и линией Савёловской железной дороги.

## Происхождение названия
Образовано в 1985 году как соединительная трасса между Дмитровским шоссе и Новодачной улицей. Наименовано по городу Долгопрудный (до 1957 года — посёлок), получившего название по Долгим прудам и железнодорожной станции «Долгопрудная».

## Расположение
Долгопрудненское шоссе начинается от Дмитровского шоссе (рядом со станцией метро «Физтех») напротив Челобитьевского шоссе, далее оно проходит на северо-запад, пересекает Новодачную улицу (сначала слева с её южной веткой, затем справа — с северной) и доходит до железной дороги Савёловского направления рядом с платформой «Новодачная», где оборудован железнодорожный переезд, и переходит в Лихачёвский проезд города Долгопрудный.

## Реконструкция
Вместо железнодорожного переезда у платформы «Новодачная» 29 ноября 2016 года был открыт путепровод.